# سفارة أوكرانيا في بلجيكا
سفارة أوكرانيا في بلجيكا هي أرفع تمثيل دبلوماسي لدولة أوكرانيا لدى بلجيكا. تقع السفارة في بروكسل وهي تهدف لتعزيز المصالح الأوكرانية في بلجيكا.

## وصلات خارجية
- الموقع الرسمي
- قائمة سفارات أوكرانيا
- قائمة السفارات في بلجيكا